# Chrysolina americana
Chrysolina americana, comúnmente denominado escarabajo del romero, es una especie de insecto coleóptero de la familia Chrysomelidae. Fue descrito por Linneo en 1758.
Se distribuye por el Paleártico: Eurasia y África. Se alimenta de Salvia rosmarinus, especies de Lavandula, Salvia (especialmente Salvia yangii) y Thymus y  y posiblemente otras especies de la familia Lamiaceae. La larva llega a medir 5 a 8 mm. El adulto mide 8 mm y es de color verde. Es originario del sur de Europa, pero se ha extendido a otras regiones y es considerado una especie invasora.

## Galería

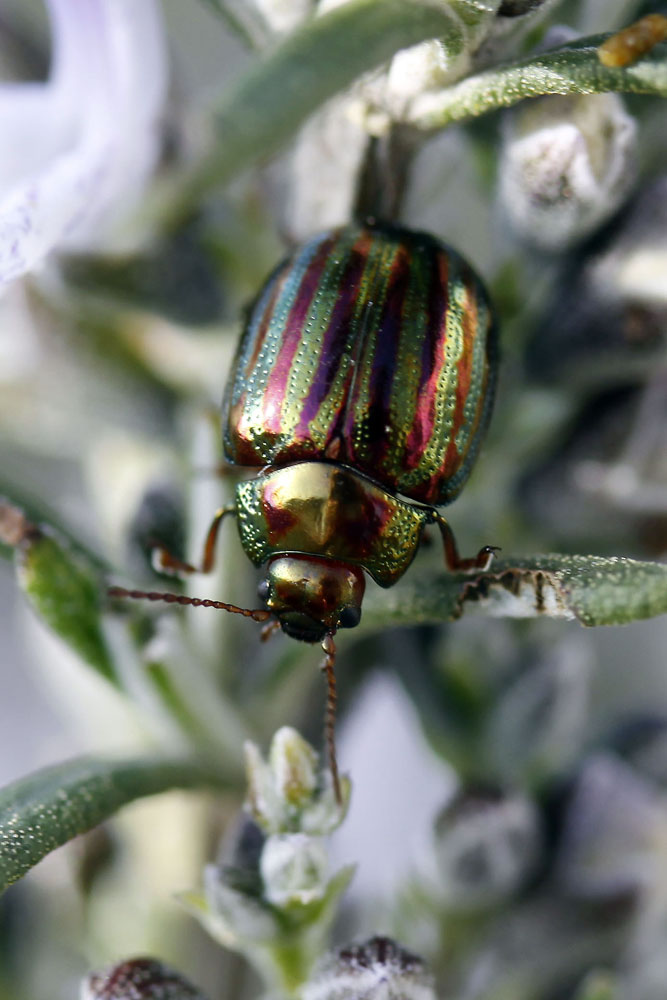
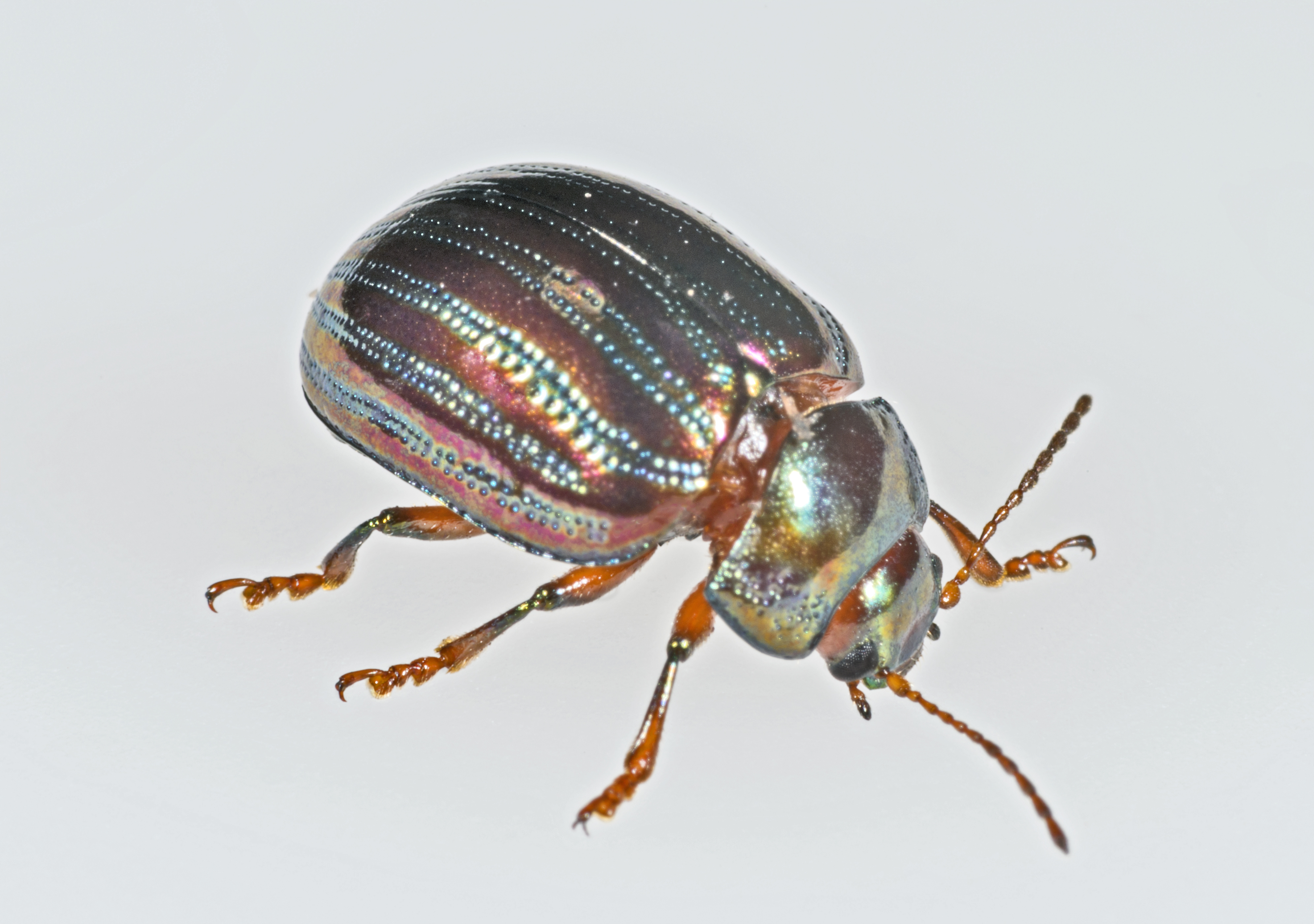
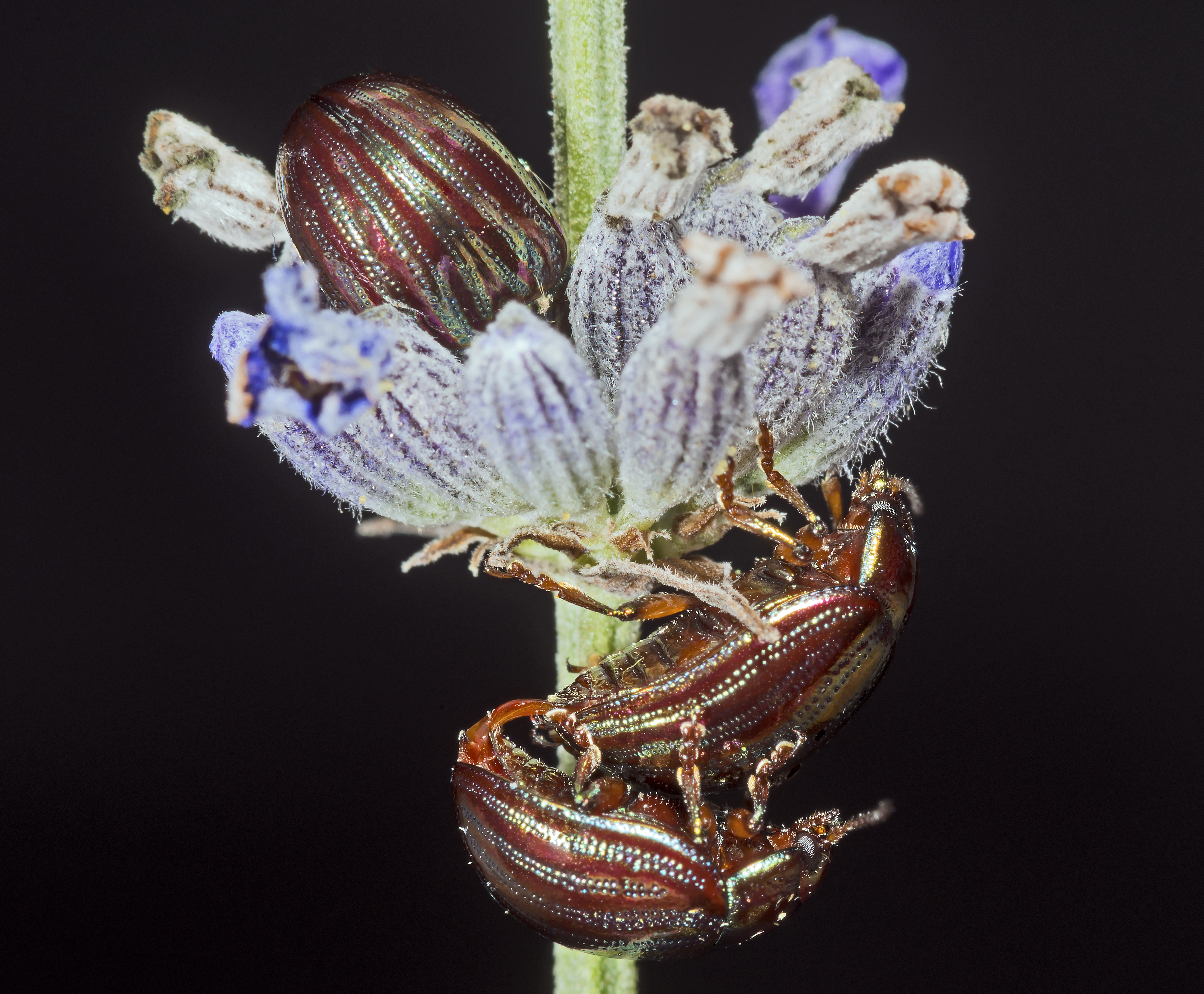
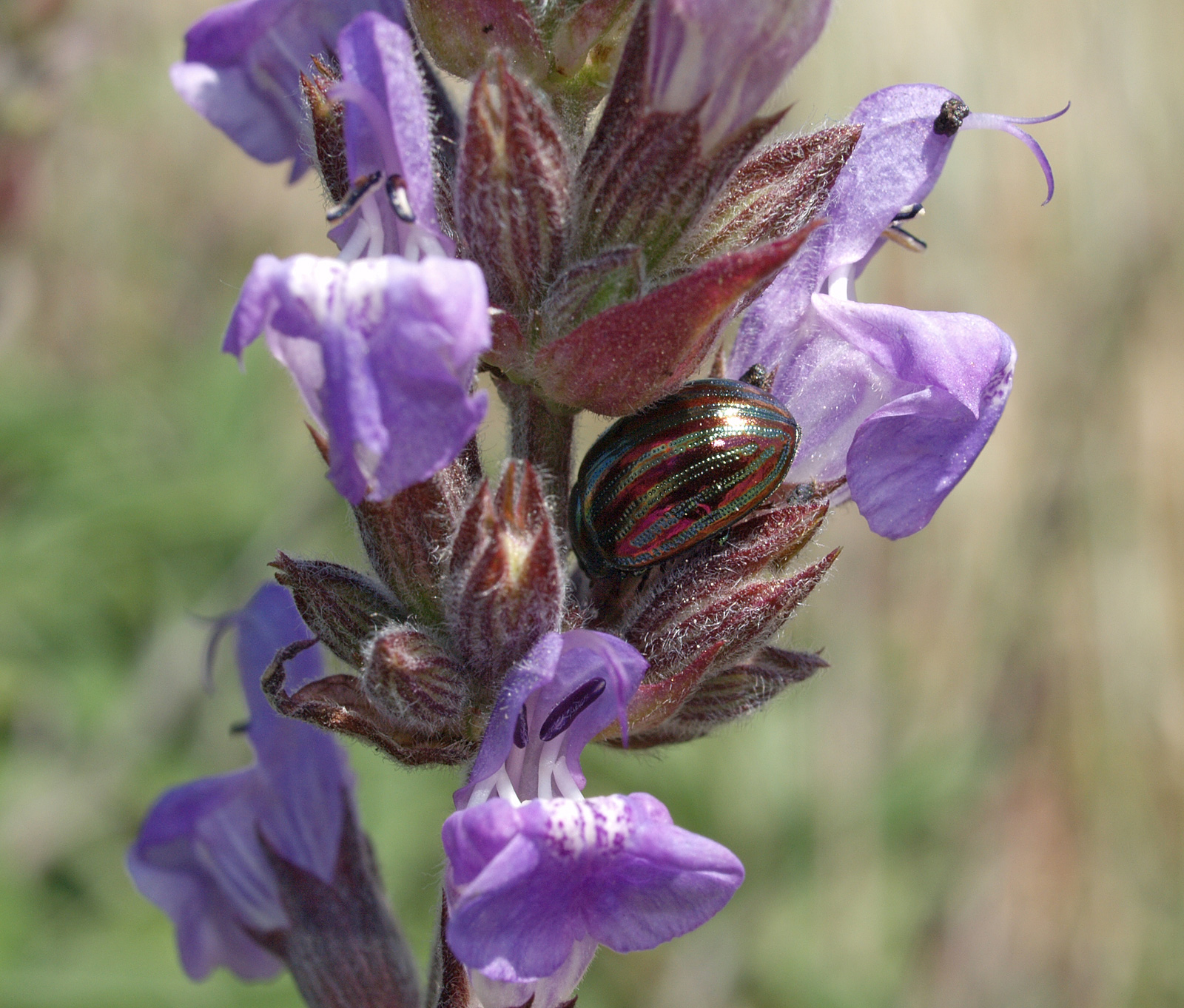
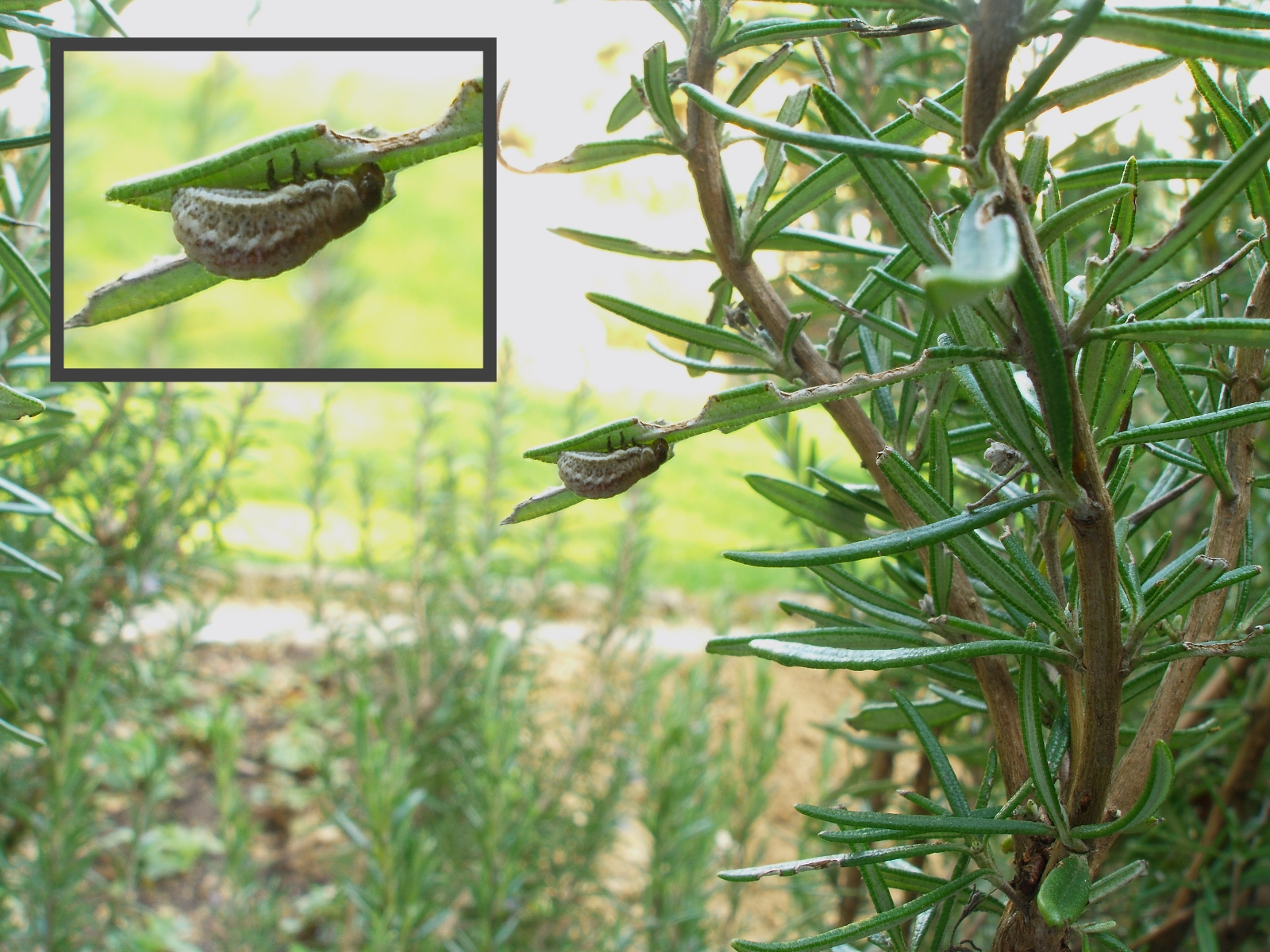
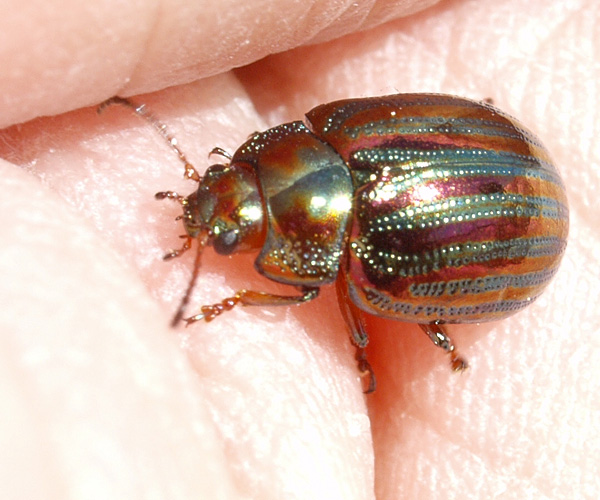